# Gereformeerd Weekblad
In de loop der jaren hebben twee verschillende bladen de naam Gereformeerd Weekblad gedragen.

## Gereformeerde Bond in de Nederlandse Hervormde Kerk
Het Gereformeerd Weekblad was een blad dat zich richtte op de leden van de Gereformeerde Bond binnen de Nederlandse Hervormde Kerk.
Het Gereformeerd Weekblad verscheen voor het eerst in 1899 en hield eind 2007 na 108 jaargangen op te bestaan. Het blad had op z'n hoogtepunt tussen de 8000 en 9000 abonnees. Na de fusie tot de Protestantse Kerk in 2004 kreeg het blad het moeilijk en probeerde het ook hervormden die niet meegingen met de fusie aan te spreken. Deze groepen kregen vaak een eigen blad en het aantal abonnees daalde tot ongeveer 1400. Hiermee werd het blad niet meer rendabel.
Het blad werd door uitgeverij en drukkerij J. Bout uitgegeven. Sinds 1978 was ds. Willem van Gorsel eindredacteur. In die functie volgde hij ds. Arend Vroegindeweij op.

## Gereformeerde Kerken in Nederland
Vanaf 1945 bestond daarnaast een aan de Gereformeerde Kerken in Nederland verbonden Gereformeerd Weekblad. Eindredacteuren van het eerste uur waren prof. Herman Ridderbos en prof. Gerrit Cornelis Berkouwer. Op 25 juni 1982 verscheen de laatste editie.